# Erben der Schöpfung
Erben der Schöpfung est un groupe liechtensteinois de metal gothique.

## Histoire
En 1998-1999, Oliver Falk commence à penser à un autre projet appelé Erben der Schöpfung, à côté de son groupe WeltenBrand. Il en parle à Thomas Rainer de L'Âme Immortelle pour une coopération mais malheureusement, par suite d'un manque de temps, ce dernier ne peut se joindre. Cela amène Falk à commencer à travailler seul sur les compositions de l'album prévu, dénommé Twilight.
Après un certain temps, afin de terminer son projet, il cherche une chanteuse et rencontre Sabine Dünser. Ce qui était considéré comme un projet duo s'agrandit après avoir laissé Pete Streit jouer de la guitare sur l'une des compositions électroniques/samples de Falk. Le mélange de samples électroniques, la voix de Sabine et la guitare électrique ont donné un mélange unique. C'est ainsi que Pete devient membre du groupe.
En 2001, leur premier album, Twilight , sort après la sortie de leur premier single Elis sous le label Falks M.O.S Records Ltd. Le single Elis présent sur l'album est un poème écrit par Georg Trakl. Après de nombreuses performances live comme au Wave-Gotik-Treffen à Leipzig, Tom Saxer, Jürgen Broger et Fraky Koller rejoignent le groupe et Alexander Krull (Leaves' Eyes et Atrocity) devient leur manager.
C'est le début de la fin du groupe, dû à son line-up grandissant. Plusieurs malentendus et mésententes entre le fondateur Falk et le reste du groupe suivis de la direction musicale du projet divisent le groupe. En raison d'un mauvais conseil à Olivier Falk, lui indiquant de quitter son groupe au lieu de licencier les autres membres et le manager, ce dernier perd la licence pour l'ensemble de son travail sur Twilight. Mais il a pu sauver le nom « Erben der Schöpfung » en le déposant comme marque. Cela force le reste des membres à choisir un nouveau nom, qui sera Elis d'après le premier single de l'album Twilight d'Erben der Schöpfung. Le groupe a également remixé la chanson The Witch de Spiritual Cramp sur l'album du groupe allemand To Say Goodbye. Après la séparation et la dissolution du label M.O.S Records Ltd., Oliver Falk signe un contrat avec Napalm Records en décidant de reformer Erben der Schöpfung avec le guitariste Rino Vetsch.
En 2005, le groupe refait surface avec l'arrivée de la chanteuse Dina Falk (WeltenBrand) et le début de la création d'un nouvel album. En août 2007, le groupe rentre en studio pour l'enregistrement de leur nouvelle production. Sa date de sortie est fixée entre la fin 2007 et le début 2008, mais elle doit être changée à plusieurs reprises depuis lors, car l'idée originale d'un EP a été transformée en album (en raison du nombre de chansons composées).
Le 8 mars 2008, le groupe annonce sur son site officiel que Jens Wagner et Flo Riederer intègrent le groupe en tant que bassiste et guitariste. L'album finit par sortir le 20 novembre 2009. Une édition limitée de Narben der Zeit en coffret DVD et CD sort le 27 novembre 2009. En 2018, ils sortent la réédition de l'album Twilight.

## Style musical
Twilight s'est avéré être un album de metal gothique électro avec la présence d'une voix féminine classique. Les paroles d'Erben der Schöpfung sont concentrées sur des sujets comme la Mort et le Vieillissement. Comme mentionné, un poème de Georg Trakl a également été mis en musique. « Le prochain album contiendra plus d'éléments EBM-Electro et sera également axé sur des guitares beaucoup plus lourdes. », déclare Falk. Les paroles contiendront également des histoires d'activité paranormale (comme l'histoire de l'image de Jane Churm) et des différences entre hommes.

## Membres

### Membres actuels
- Oliver Falk - clavier (depuis 2000)
- Rino Vetsch - guitare (depuis 2002)
- Dina Falk - chant (depuis 2005)
- Jens Wagner - basse (depuis 2008)
- Flo Riederer - guitare (depuis 2008)

### Anciens membres
- Sabine Dünser (†) - chant (1998-2003)
- Anja Walser - basse
- Tom Saxer - guitare
- Pete Streit - guitare
- Pascal Ederer - guitare
- André Abram - guitare
- Ben - guitare
- Franky Koller
- Jürgen Broger - basse
- Daniela Nipp - basse
- Ritchie Wenaweser - batterie
- Franky Koller - batterie

### Membres de session
- Torsten Bauer - guitare
- Chris Lukhaup - basse
- Martin Schmidt - batterie

## Discographie

### Albums studio
- 2001 : Twilight (MOS Records ; 2003, réédition, Napalm Records)
- 2009 : Narben der Zeit
- 2018 : Twilight

### Démos
- 2007 : Demo 2007

### Single
- 2001 : Elis

### Clips
- 2009 : Jane Churm